# Valentin Eysseric
Valentin Eysseric (* 25. März 1992 in Aix-en-Provence) ist ein französischer Fußballspieler, der aktuell bei der Iğdır FK unter Vertrag steht. Der Offensivspieler ist ehemaliger U-Nationalspieler seines Heimatlandes.

## Karriere

### Verein
Eysseric spielte für mehrere Amateurvereine, bevor er im Jahr 2007 in die Jugend des AS Monaco kam. Für die professionelle Mannschaft der Monegassen debütierte er am 23. Juni 2011 im Ligapokalspiel gegen den CS Sedan. Sein erstes Tor in der französischen Ligue 2 erzielte er am 16. September 2011 beim 1:1-Unentschieden gegen den SC Bastia. Bereits in seiner ersten Saison 2011/12 als Profi konnte er sich in der ersten Mannschaft etablieren. Trainer Marco Simone strich ihn jedoch Mitte Januar aus der Mannschaft und schickte ihn zur Reservemannschaft.
Nach zwei Einsätzen zu Saisonbeginn 2012/13 für Monaco, wechselte Valentin Eysseric Ende August 2012 in einem Leihgeschäft zu OGC Nizza. Am 2. September 2012 debütierte er in der Ligue 1 beim 1:1-Unentschieden gegen Girondins Bordeaux. Bereits in seinem nächsten Einsatz beim 4:2-Heimsieg gegen Stade Brest konnte er sein erstes Tor für Nizza erzielen. In den nachfolgenden Spielen festigte er seinen Stammplatz in der Startformation und erzielte außerdem beim 2:1-Sieg über Paris Saint-Germain den Siegestreffer. OGC Nizza sicherte sich im Januar 2013 permanent die Dienste des Flügelspielers, welcher einen Vertrag bis 2017 unterschrieb. Am 2. März 2013 flog Eysseric im Spiel gegen AS Saint-Étienne mit einer Roten Karte vom Platz, als er bei einer brutalen Grätsche gegen Jérémy Clément dessen Bein brach. Er wurde daraufhin mit einer elf Spiele andauernden Sperre bestraft, welche ihn für die restliche Spiele der Saison 2012/13 ausschloss.
Für die Saison 2015/16 wurde Valentin Eysseric an den Ligakonkurrenten AS Saint Étienne ausgeliehen. In 30 Ligaspielen erzielte er sechs Tore und konnte vier weitere vorbereiten. Nach Saisonende kehrte er wieder zu seinem Stammverein OGC Nizza zurück.
In der folgenden Spielzeit 2016/17 musste er ab Mitte Dezember aufgrund einer Innenbandverletzung einen Monat lang pausieren. Danach machte er mit starken Leistungen auf sich aufmerksam. Nach seiner Genesung erzielte er in den darauffolgenden 15 Ligaspielen drei Tore und konnte außerdem sechs Treffer vorbereiten.
Am 9. August 2017 wechselte Eysseric zum italienischen Serie-A-Verein AC Florenz. Am ersten Spieltag der Saison 2017/18 debütierte er bei der 0:3-Auswärtspleite gegen Inter Mailand für die Viola.
Nachdem er bei der Fiorentina in der Hinrunde der Saison 2018/19 nicht über sporadische Einsätze hinauskam, verbrachte er ab Ende Januar 2019 die restliche Spielzeit beim französischen Erstligisten FC Nantes, wo er jedoch auch nur in fünf Ligaspielen zum Einsatz kam.
Auch nach seiner Rückkehr kam er nur selten zu Einsatzzeit. Deshalb wurde er im Januar 2020 bis Saisonende 2019/20 an den Ligakonkurrenten Hellas Verona ausgeliehen. Dort machte er jedoch auch nur sechs Ligaspiele.
In der Saison 2020/21 stand er wieder im Kader von Florenz und bestritt dort 16 von 38 mögliche Ligaspielen, in denen er zwei Tore schoss, sowie zwei Pokalspiele. Dabei war er vereinsintern von Saisonbeginn bis Anfang November 2020 für die ersten sieben Spiele suspendiert.
Ende Juli 2021 wechselte er zum türkischen Erstligisten Kasımpaşa Istanbul, bei dem er einen Vertrag mit einer Laufzeit von zwei Jahren unterschrieb. Dort kam er in seiner ersten Saison auf 29 von 38 möglichen Ligaspielen, in denen er fünf Tore schoss, sowie drei Pokalspiele mit einem Tor. In der nächsten Saison waren es 32 von 36 möglichen Ligaspielen mit drei Toren und zwei Pokalspielen.
Mitte September 2023 fand er mit Ligakonkurrenten Fatih Karagümrük SK einen neuen Verein, bei dem er einen Vertrag bis zum Ende der Saison 2023/24 abschloss. Dort kam er auf 31 von 34 möglichen Ligaspielen, in denen er sechs Tore schoss, sowie fünf Pokalspiele. Die Saison endete mit dem Abstieg des Vereins in die TFF 1. Lig.
Anfang September 2024 wechselte er zum Zweitligisten Iğdır FK, bei dem er einen Vertrag mit einer Laufzeit von zwei Jahren unterschrieb. Dort kam er in seiner ersten Saison auf 32 von 34 möglichen Ligaspielen mit einem Tor und einem Pokalspiel.

### Nationalmannschaft
Eysseric repräsentierte sein Heimatland bei U-19, U-20 und U-21-Auswahlen.